# Kherdi
Kherdi es una ciudad censal situada en el distrito de Ratnagiri en el estado de Maharashtra (India). Su población es de 12397 habitantes (2011). Se encuentra a 72km de Ratnagiri y a 130 km de Pune.

## Demografía
Según el censo de 2011 la población de Kherdi era de 12397 habitantes, de los cuales 6436 eran hombres y 5961 eran mujeres. Kherdi tiene una tasa media de alfabetización del 92,75%, superior a la media estatal del 82,34%: la alfabetización masculina es del 96,44%, y la alfabetización femenina del 88,77%.